# Saison 5 de Star Wars: The Clone Wars
Chronologie
Saison 4 Saison 6
La cinquième saison de la série télévisée Star Wars: The Clone Wars, série d'animation en 3D américaine, est constituée de vingt épisodes, au lieu des vingt-cinq épisodes initialement prévus. Et pour cause, le rachat de Lucasfilm par Disney qui préféra s'occuper de nouveaux projets comme l'épisode VII et la série Star Wars Rebels.
Cette saison est aussi nommée Who Will Fall? (en français Qui succombera ?), elle débute avec l'épisode Retour en force diffusé le 29 septembre 2012, et se termine avec l'épisode La Fausse Coupable diffusé le 2 mars 2013. En France, elle a été diffusée du 1er mai 2013 au 7 juillet 2013 sur Cartoon Network.
Elle sort ensuite en DVD et disque Blu-ray le 15 octobre 2013 aux États-Unis et le 16 octobre 2013 en France.

## Synopsis
La saison est composée de plusieurs arcs narratifs centrés sur des événements, des personnages ou des lieux :
1. Les frères de la nuit (1 épisode) : Maul et Savage Opress continuent de faire des ravages dans la galaxie. Suivant le plan diabolique de Maul, les frères Sith recrutent une impitoyable bande de pirates. Obi-Wan mène le groupe de Jedi qui chasse Maul, dont résultera une violente confrontation au sabre laser qui s’avérera mortelle...
2. Onderon (4 épisodes) : Anakin et son équipage entraînent des rebelles sur Onderon, qui prévoient de prendre le contrôle de la capitale des mains du roi Séparatiste.
3. Les Padawan (4 épisodes) : Ahsoka et Yoda prennent un groupe d'initié dans une grotte sur Ilum afin qu'ils puissent trouver leur propre cristal de sabre laser. Dans leur quête, ils devront relever des défis personnels et physiques.
4. Les droïdes (4 épisodes) : R2-D2, WAC-47, KT-QT et M5-BZ forment une équipe de droïdes qui a été élu pour une mission importante dirigée par le colonel Gascon. Le but de cette mission est d'obtenir un module de cryptage détenu par un cuirassé Séparatiste. Les droïdes devront surmonter de nombreux obstacles dans cette mission cruciale pour la République.
5. Mandalore (3 épisodes) : Après avoir réussi à échapper à Hondo et Obi-Wan, Savage et Maul forgent une alliance avec les Death Watch pour rassembler une armée capable de prendre Mandalore. Ils réalisent qu'ils ont un ennemi commun, Obi-Wan Kenobi, mais Maul ne laissera pas Viszla prendre tout le pouvoir qu'il désire.
6. Ahsoka (4 épisodes) : Anakin Skywalker et Ahsoka Tano sont rappelés de Cato Neimoidia pour enquêter sur un attentat meurtrier au Temple Jedi qui a tué de nombreux Jedi et victimes innocentes. Les Jedi suspectent un Jedi Noir d'en être responsable. Mais ils doivent faire vite car les autorités de la République veulent prendre l'affaire en mains...

## Distribution

### Principaux et récurrents
| Principaux - Matt Lanter (VF : Matthieu Sampeur ; VQ : Martin Watier) : Anakin Skywalker - Ashley Eckstein (VF : Isabelle Volpe ; VQ : Émilie Bibeau) : Ahsoka Tano - James Arnold Taylor (VF : Jean-Pierre Michaël ; VQ : François Godin) : Obi-Wan Kenobi - Dee Bradley Baker (VF : Gilles Morvan ; VQ : Jean-François Beaupré) : les soldats clones - Matthew Wood (VF : Emmanuel Rausenberger ; VQ : Xavier Dolan) : les droïdes de combat - Tom Kane (VF : Michel Dodane ; VQ : Pierre Chagnon) : le narrateur | Récurrents - Sam Witwer (VF : Marc Bretonnière) : Dark Maul - Jim Cummings (VF : Raphaël Cohen) : Hondo Ohnaka - Clancy Brown (VF : Michel Vigné) : Savage Opress - Tom Kane (VF : Jean Lescot ; VQ : Jacques Lavallée) : Yoda - Ian Abercrombie et Tim Curry (VF : Georges Claisse ; VQ : Yves Corbeil) : Palpatine / Dark Sidious - Terrence C. Carson (VF : Jean-Paul Pitolin ; VQ : James Hyndman) : Mace Windu - R2-D2 |

### Invités
- Angelique Perrin (VF : Julie Dumas) : Adi Gallia (épisode 1)
- Matt Lanter (VF : Jérôme Keen) : Jiro (épisode 1)
- James Arnold Taylor (VF : Pascal Casanova) : Goru (épisodes 1 et 7)
- Tom Kane (VF : Jean-Jacques Nervest) : Sabo (épisode 1)
- Dawn-Lyen Gardner (VF : Barbara Beretta) : Steela Gerrera (épisodes 2 à 5)
- Andrew Kishino (VF : Emmanuel Curtil) : Saw Gerrera (épisodes 2 à 5)
- Jason Spisak (VF : Damien Witecka) : Lux Bonteri (épisodes 2 à 5)
- Kirk Thornton (VF : Pierre-François Pistorio) : roi Sanjay Rash (épisodes 2 à 5)
- Barry Dennen (VF : Marc Cassot) : roi Ramsis Dendup (épisodes 3 à 5)
- Corey Burton (VF : Philippe Catoire ; VQ : Guy Nadon) : Comte Dooku / Dark Tyranus (épisodes 2, 5 et 9)
- David Kaye (VF : Patrick Préjean) : général Tandin (épisodes 4 et 5)
- Gregg Berger (VF : Gérard Surugue) : Kalani (épisodes 3 à 5)
- David Tennant (VF : Bernard Alane) : Huyang (épisodes 7 à 9)
- Greg Cipes (VF : Gabriel Bismuth-Bienaimé) : Zatt (épisodes 6 à 9)
- Georgina Cordova (VF : Laetitia Coryn): Ganodi (épisodes 6 à 9)
- Dee Bradley Baker : Byph (épisodes 6 à 9)
- Jeff Fischer : Petro (épisodes 6 à 9 et 20)
- Olivia Hack (VF : Karine Foviau) : Katooni (épisodes 6 à 9)
- Tom Kane (VF : Thierry Mercier) : Borkus (épisode 12)
- Matthew Wood (VF : Gérard Darier ; VQ : Louis-Philippe Dandenault) : général Grievous (épisodes 8 et 9)
- Stephen Stanton (VF : Bernard Alane) : Preigo (épisode 8)
- Ben Diskin (VF : Christophe Lemoine) : WAC-47 (épisodes 10 à 13)
- Stephen Stanton (VF : Michel Bedetti) : colonel Meebur Gascon (épisodes 10 à 13)
- Dee Bradley Baker (VF : Luc Boulad) : Dr Gubacher (épisode 10)
- Catherine Taber : BNI-393 (épisode 13)
- Jon Favreau (VF : Constantin Pappas) : Pre Vizsla (épisodes 14 et 15)
- Kevin Michael Richardson : Jabba le Hutt, Gorga le Hutt (épisode 14)
- Kevin Michael Richardson (VF : Pascal Casanova) : Xomit Grunseit (épisode 14)
- Katee Sackhoff (VF : Chantal Baroin) : Bo-Katan (épisodes 14 à 16)
- Clare Grant (VF : Brigitte Aubry) : Latts Razzi (épisode 14)
- Dave Filoni : Embo (épisode 14)
- Anna Graves (VF : Malvina Germain) : Sugi (épisode 14)
- Anna Graves (VF : Virginie Ledieu) : duchesse Satine Kryze (épisodes 15 et 16)
- Julian Holloway (VF : Jean Barney) : Premier ministre Almec (épisodes 15 et 16)
- Whit Hertford (VF : Laurent Morteau) : Korkie Kryze (épisode 16)
- Brian George (VF : Jean-François Aupied) : Ki-Adi-Mundi (épisodes 16, 19 et 20)
- Stephen Stanton (VF : Jean-Pierre Leroux) : Mas Amedda (épisode 16)
- Matt Lanter (VF : Benoit Du Pac) : Le témoin Pantorien (épisode 17)
- Dee Bradley Baker (VF : Xavier Fagnon) : Russo-ISC (épisode 17)
- Meredith Salenger : Barriss Offee (épisodes 18 à 20)
- Kari Wahlgren : Letta Turmond (épisodes 18 et 19)
- Stephen Stanton (VF : Guy Chapelier) : amiral Tarkin (épisodes 18 et 20)
- James Arnold Taylor (VF : Patrick Floersheim) : Plo Koon (épisodes 19 et 20)
- Nika Futterman (VF : Laura Blanc) : Asajj Ventress (épisodes 19 et 20)
- Dee Bradley Baker (VF : Jean-Michel Martial) : Saesee Tiin (épisodes 19 et 20)
- Catherine Taber (VF : Sylvie Jacob ; VQ : Aline Pinsonneault) : Padmé Amidala (épisode 20)
- Dee Bradley Baker : Mot-Not Rab (épisode 20)

 Sources et légende : version française (VF) sur Planète Jeunesse, version québécoise (VQ) sur Doublage.qc.ca.

### Les versions françaises

#### Version francophone française
La version francophone française (VFF) de cette cinquième saison n'est pas sans poser problème : 
- Les voix françaises ont pour la plupart été changées, notamment celles (très reconnaissables) des personnages principaux : Obi-Wan Kenobi, Anakin Skywalker et Ahsoka Tano ; il en est de même pour des personnages secondaires comme le pirate Hondo Ohnaka ou l'Amiral Tarkin. Seules quelques voix demeurent, comme celles du chancelier Palpatine, de Maître Yoda, de Mace Windu ou encore celle de Padmé Amidala.
- Des personnages qui jusque-là se vouvoyaient se tutoient désormais comme Obi-Wan et Hondo Ohnaka ou encore le cas de la duchesse Satine et Pre Vizsla. Quant à Ahsoka, elle se fait maintenant vouvoyer par Barriss Offee et Padmé Amidala qui la tutoyaient pendant les saisons précédentes.
- Il y a également des problèmes de traduction, comme « The Jedi » traduit en « Le Jedi » à des moments où « Les Jedi » aurait été plus pertinent.

Néanmoins ces changements ont eu un côté positif puisque la voix de Dark Maul reprend le comédien qu'il avait dans le film et qui avait été changé dans la précédente saison.

#### Version francophone québécoise
La version francophone québécoise (VFQ) est restée inchangée à l'exception de la voix d'Ahsoka Tano.

## Production
Lors de la sortie du Star Wars Insider no 134, il est dévoilé que la saison commencerait par l'épisode Une guerre sur deux fronts et que celle-ci devait s'organiser avec dix arcs distincts. Mais, à la suite du rachat de Lucasfilm, la saison est organisée différemment comme le décrit le Star Wars Insider no 137. De plus, le premier épisode de la saison change et devient Retour en force.

## Liste des épisodes

### Épisode 1:Retour en force
- Canada : 28 septembre 2012 sur Teletoon
- États-Unis : 29 septembre 2012 sur Cartoon Network
- France : 1er mai 2013 sur Cartoon Network

- États-Unis : 1,94 million de téléspectateurs[6] (première diffusion)

Dark Maul et Savage Opress sèment la terreur à travers la galaxie en pillant ceux qu'ils croisaient, tuant des Jedi ou des civils sur leur chemin. Lorsqu'ils découvrirent un coffre rempli de crédits républicains, Opress fut vite obnubilé par tout cet argent mais Maul, son mentor, lui rappela que leur but était d'attirer Obi-Wan Kenobi afin de se venger de lui. Les deux Zabrak s'affrontèrent brièvement jusqu'à ce que Maul impose sa supériorité.
Plus tard, les deux frères furent abordés par des pirates Weequays appartenant au groupe d'Hondo Ohnaka. Appâtés par l'argent, les pirates se joignirent aux Zabraks, tournant le dos à leur premier chef. Le groupe de dissidents, mené par Maul et Opress, attaqua la base d'Ohnaka afin d'en prendre le contrôle. Ohnaka organisa la résistance avec les troupes restées au sol.
Parallèlement, les Jedi Obi-Wan Kenobi et Adi Gallia, à la recherche des deux Zabraks, arrivèrent sur place et s'associèrent à Ohnaka pour stopper leur ennemi commun. Le combat fut particulièrement violent et Savage Opress prit finalement l'ascendant sur Adi Gallia dans un combat au corps à corps. Ce fut sans pitié qu'il l'empala sur ses cornes alors qu'elle était inconsciente, après l'avoir malmenée. Obi-Wan ne put qu'assister, impuissant, à la mort de son amie et il dut se retrancher dans la base d'Ohnaka avec ce dernier et ses hommes. 
Les Zabraks et leurs hommes investirent le bâtiment où ils se scindèrent en deux groupes. Les Weequay tombèrent nez à nez avec leur ancien maître, qui leur proposa de faire machine arrière et de rentrer dans les rangs, ce qu'ils acceptèrent. Maul et Opress suivirent la trace de Kenobi. Les trois êtres sensibles à la Force s'affrontèrent à coups de Force et de sabres laser. Durant le combat, Obi-Wan fit preuve d'acharnement et coupa un bras à Savage Opress. 
Finalement dépassé par un Obi-Wan déchaîné et déterminé, les deux frères tentèrent de fuir mais Ohnaka et ses hommes les prirent en chasse, rejoints rapidement par Kenobi. Bien que les frères réussirent à décoller avec leur vaisseau, celui-ci fut touché et s'écrasa au sol. 

### Épisode 2:Une guerre sur deux fronts
- Canada : 5 octobre 2012 sur Teletoon
- États-Unis : 6 octobre 2012 sur Cartoon Network
- France : 4 mai 2013 sur Cartoon Network

- États-Unis : 1,71 million de téléspectateurs[7] (première diffusion)

Alors que la planète Onderon est sous le contrôle des Séparatistes, un groupe de dissidents assoiffés de liberté fit appel au conseil Jedi pour que ces derniers leur viennent en aide.
Anakin Skywalker, Obi-Wan Kenobi, Ahsoka Tano et Rex sont envoyés sur la planète pour les entraîner au combat contre les droïdes et leurs armes, sans pour autant être autorisés à mener le combat. Sur place, ils firent la rencontre de Steela Gerrera, la leader du groupe rebelle, et de son frère Saw. Ils retrouvèrent également Lux Bonteri, intégré aux troupes de Steela, qui souhaitait s'investir plus dans la guerre contre les séparatistes et non plus seulement à travers la vie politique.
Les Jedi et Rex s'employèrent alors à apprendre aux habitants rebelles d'Oderon le maniement de nouvelles armes et l'utilisation de nouvelles techniques. Durant cette période d'apprentissage, Lux Bonteri se rapprocha de Steela, ce qui rendit jalouse la Padawan Tano, proche de Lux depuis leur rencontre et les évènements sur Carlac contre la Death Watch. Parallèlement, Ahsoka aida personnellement Saw, ce que ne voyait pas d'un très bon œil sa sœur. 

### Épisode 3:Les Meneurs
- Canada : 12 octobre 2012 sur Teletoon
- États-Unis : 13 octobre 2012 sur Cartoon Network
- France : 5 mai 2013 sur Cartoon Network

- États-Unis : 1,75 million de téléspectateurs[8] (première diffusion)

### Épisode 4:La Reconquête
- Canada : 19 octobre 2012 sur Teletoon
- États-Unis : 20 octobre 2012 sur Cartoon Network
- France : 8 mai 2013 sur Cartoon Network

- États-Unis : 1,57 million de téléspectateurs[9] (première diffusion)

### Épisode 5:Points de rupture
- Canada : 26 octobre 2012 sur Teletoon
- États-Unis : 27 octobre 2012 sur Cartoon Network
- France : 11 mai 2013 sur Cartoon Network

- États-Unis : 1,42 million de téléspectateurs[10] (première diffusion)

### Épisode 6:La Collecte
- Canada : 2 novembre 2012 sur Teletoon
- États-Unis : 3 novembre 2012 sur Cartoon Network
- France : 12 mai 2013 sur Cartoon Network

- États-Unis : 1,66 million de téléspectateurs[11] (première diffusion)

Petro, Ganodi, Byph, Katooni, Zatt et Gungi prirent la destination de la planète Ilum pour une étape centrale de leur formation de Jedi : la récolte du cristal nécessaire à l’élaboration du sabre laser. Ahsoka accompagna les Padawans « prometteurs » pour cette tâche capitale et ardue.
Dans la froideur extrême d'Ilum, la bande se servit de la Force pour desceller l'entrée du sanctuaire Jedi. Maître Yoda accueillit la troupe et lui prodigua quelques conseils avant de faire fondre l'entrée de la grotte. Petro, n'en faisant qu'à sa tête, abandonna ses camarades dès le départ. Par la suite, les autres Padawans décidèrent de se séparer en suivant leur instinct : les binômes Ganodi-Gungi et Zatt-Katooni d'un côté, le craintif Byph de l'autre. Petro trouva son cristal au prix d'un très faible effort ; Katooni repéra le sien au sommet d'un chemin escarpé et difficile d‘accès ; Gungi, le Wookiee, découvrit rapidement sa pierre précieuse, mais il dut attendre que l'eau se solidifie pour s‘en emparer. Tandis que Byph devait combattre la peur des ténèbres, Ganodi chuta dans une grotte peuplée de cristaux. Trop sûr de lui, Petro revint finalement avec un morceau de glace fondu, ce qui l'obligea à retourner dans la grotte. Après moult efforts, Katooni décrocha finalement son cristal tandis que Byph, empli de courage, s'empara lui aussi du sien. Ganodi, quant à elle, dut recourir à la Force pour triompher. En détruisant son radar, Zatt put libérer sa pierre. Gungi glissa sur la glace pour parvenir jusqu‘à la sienne.
Ganodi, Byph, Zatt et Gungi achevèrent leur quête sans trop de soucis, mais les deux derniers Padawans eurent plus de mal. Coincée dans une impasse, Katooni dut compter sur un revirement de Petro qui, passant de l'individualisme à la solidarité, sauva sa camarade. Finalement, l’apprenti Jedi trouva son cristal dans les débris d'un mur.

### Épisode 7:Le Test de résistance
- Canada : 9 novembre 2012 sur Teletoon
- États-Unis : 10 novembre 2012 sur Cartoon Network
- France : 15 mai 2013 sur Cartoon Network

- États-Unis : 1,74 million de téléspectateurs[12] (première diffusion)

### Épisode 8:Sauvetage en cours
- Canada : 16 novembre 2012 sur Teletoon
- États-Unis : 17 novembre 2012 sur Cartoon Network
- France : 18 mai 2013 sur Cartoon Network

- États-Unis : 1,96 million de téléspectateurs[13] (première diffusion)

### Épisode 9:Une alliance nécessaire
- Canada : 23 novembre 2012 sur Teletoon
- États-Unis : 24 novembre 2012 sur Cartoon Network
- France : 19 mai 2013 sur Cartoon Network

- États-Unis : 1,39 million de téléspectateurs[14] (première diffusion)

### Épisode 10:Les Armes secrètes
- Canada : 30 novembre 2012 sur Teletoon
- États-Unis : 1er décembre 2012 sur Cartoon Network
- France : 22 mai 2013 sur Cartoon Network

- États-Unis : 1,46 million de téléspectateurs[15] (première diffusion)

La République intercepta un message crypté des Séparatistes. Craignant une attaque de grande envergure, les Jedi décidèrent de subtiliser la puce de décodage afin de découvrir les sombres plans de leurs adversaires. Dans cette optique, une poignée de droïdes furent missionnés par Maître Windu, sous l’encadrement du colonel Meebur Gascon.
Avant d'entamer leur entreprise, les droïdes subirent une vague d'améliorations : renforcement des propulseurs (R2-D2), ajout d'un aimant télécommandé (QT-KT) et d'un cutter-laser (U9-C4). Quant à M5-BZ, on lui ôta sa banque de données.
En approche des vaisseaux séparatistes, WAC-47 (droïde-pilote) opta pour une manœuvre périlleuse en provoquant l'attraction du vaisseau républicain dans un rayon tracteur.
A l'intérieur de l'engin, les droïdes se déjouèrent de la vigilance adverse et se frayèrent un chemin jusqu’à leur objectif. À la suite d'une tentative infructueuse d'ouverture de porte, BZ fut électrocuté et mis hors service. Plus performant, R2 parvint à déchiffrer le panneau électronique et ouvrir la voie aux autres. Averti de dysfonctionnements internes, le droïde-commandant du vaisseau séparatiste décida de vérifier lui-même l'origine du problème, délaissant son poste de commandement.

### Épisode 11:Une journée ensoleillée dans le néant

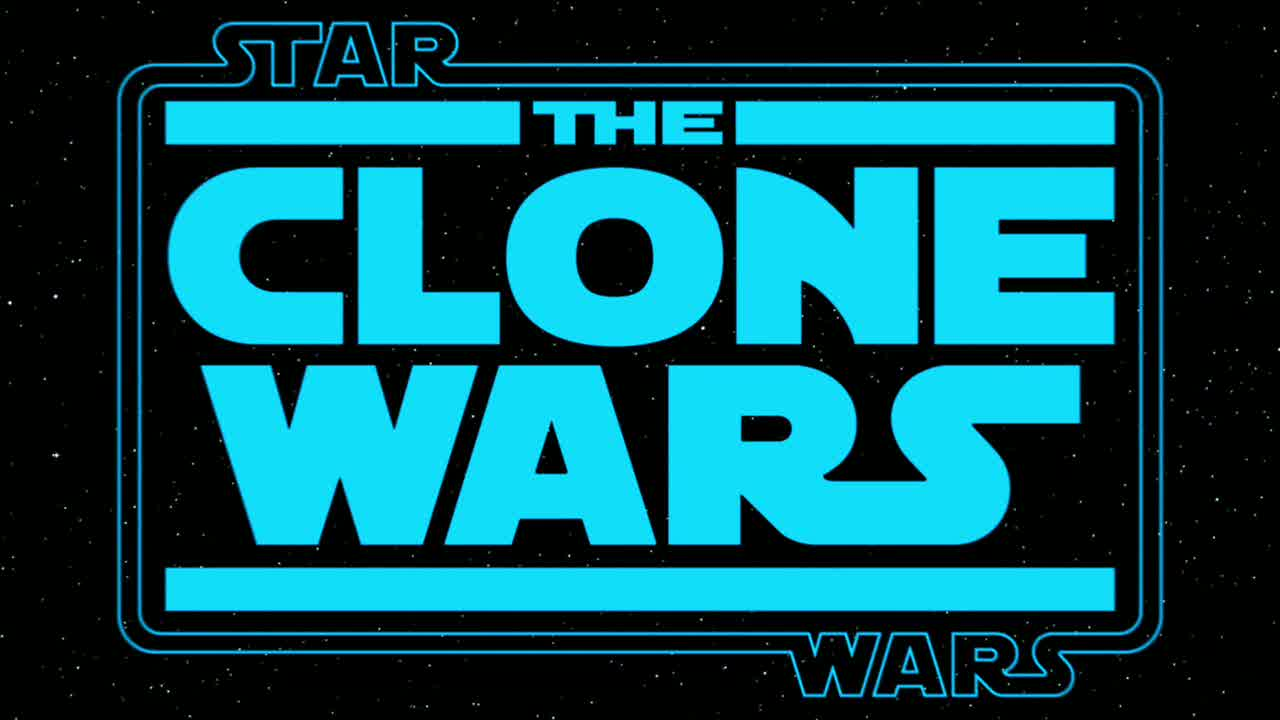
Le logo d'ouverture bleu des épisodes 10 à 13.

- Canada : 7 décembre 2012 sur Teletoon
- États-Unis : 8 décembre 2012 sur Cartoon Network
- France : 25 mai 2013 sur Cartoon Network

- États-Unis : 1,43 million de téléspectateurs[16] (première diffusion)

### Épisode 12:Porté disparu
- Canada : 4 janvier 2013 sur Teletoon
- États-Unis : 5 janvier 2013 sur Cartoon Network
- France : 26 mai 2013 sur Cartoon Network

- États-Unis : 1,74 million de téléspectateurs[17] (première diffusion)

### Épisode 13:Point de non-retour
- Canada : 11 janvier 2013 sur Teletoon
- États-Unis : 12 janvier 2013 sur Cartoon Network
- France : 29 mai 2013 sur Cartoon Network

- États-Unis : 1,47 million de téléspectateurs[18] (première diffusion)

### Épisode 14:L'Alliance
- Canada : 18 janvier 2013 sur Teletoon
- États-Unis : 19 janvier 2013 sur Cartoon Network
- France : 2 juin 2013 sur Cartoon Network

- États-Unis : 1,47 million de téléspectateurs[19] (première diffusion)

À la dérive dans leur navette endommagée, Dark Maul et son frère Savage Opress furent découverts par Vizsla et ses comparses de la Death Watch. Ces derniers, constatant qu’ils n’avaient pas affaire à des Jedi, décidèrent de ramener les deux frères sur Zanbar, où leur camp était établi.
Equipé de nouvelles jambes métalliques, le Sith déchu révélait peu après son identité aux membres de la Death Watch. Après quelques discussions, l’ancien apprenti de Dark Sidious tomba d’accord avec Vizsla : il l’aiderait à reprendre Mandalore puis anéantirait Kenobi. Cependant, la pénurie de soldats poussa Maul et Vizsla à enrôler de puissants alliés. Non sans grabuges, ils convainquirent alors le Soleil Noir - installé sur Mustafar - de les rallier. De retour sur Zanbar, les assassins reçurent l’appui des Pykes.
Après une escapade sur Nal Hutta, chamboulée par une confrontation avec des chasseurs de primes, Maul et ses comparses prirent en chasse les Hutts. Se rendant sur Tatooine, ils offrirent une démonstration de force qui contraignit Jabba à les rejoindre. La sombre alliance, finalement constituée, pouvait désormais entamer son funeste projet.

### Épisode 15:La Conspiration
- Canada : 25 janvier 2013 sur Teletoon
- États-Unis : 26 janvier 2013 sur Cartoon Network
- France : 9 juin 2013 sur Cartoon Network

- États-Unis : 1,83 million de téléspectateurs[20] (première diffusion)

### Épisode 16:Sans foi ni loi
- Canada : 1er février 2013 sur Teletoon
- États-Unis : 2 février 2013 sur Cartoon Network
- France : 16 juin 2013 sur Cartoon Network

- États-Unis : 1,86 million de téléspectateurs[21] (première diffusion)

Aidé par ses camarades et certains membres de la Death Watch, Korkie vint en aide à sa tante, Satine. Entourée par une escouade importante, la duchesse fut poursuivie par les sbires de Maul mais parvint, in extremis, à transmettre un message désespéré au conseil Jedi - juste avant de se faire capturer. Sur Coruscant, Obi-Wan Kenobi était averti de la teneur du message par Maître Yoda et Ki-Adi Mundi. 
Dans un vaisseau détraqué prêté par son apprenti, Kenobi décidait de se rendre sur Mandalore. Après s’être débarrassé d’un garde, le Jedi se rendit dans la prison pour y retrouver Satine. Poursuivis par les guerriers subordonnés à Maul, les deux comparses montèrent à bord de la navette mais celle-ci fut détruite en peu de temps. 
Tandis que Maul, revigoré mais résolument revanchard, exécutait Satine devant Kenobi, Palpatine préparait son départ pour Mandalore. Durant son transfert vers la prison, Kenobi fut secouru par Bo-Katan - en réalité la sœur de Satine - et les derniers membres de la Death Watch. Après de longues échauffourées avec les hommes de Maul et des combats âpres à travers Mandalore, Kenobi parvint à s’échapper. 
- Cet épisode rend hommage à Ian Abercrombie puisqu'il s'agit du dernier qu'il a enregistré.
- Le 14 octobre 2013, le site IGN dévoile une scène coupée portant sur le combat entre Dark Maul et Savage Opress contre Dark Sidious[22].

### Épisode 17:L'Attentat
- Canada : 8 février 2013 sur Teletoon
- États-Unis : 9 février 2013 sur Cartoon Network
- France : 23 juin 2013 sur Cartoon Network

- États-Unis : 2,02 millions de téléspectateurs[23] (première diffusion)

Sérieusement malmené dans l’atmosphère de Cato Neimodia, où la République tentait de contrer l’invasion séparatiste, Anakin Skywalker perdit connaissance après que son vaisseau ait été endommagé par des droïdes adverses. Devant le danger encouru par son maître, Ahsoka tenta une manœuvre délicate et parvint à le sauver de justesse.
Rappelés sur Coruscant par Maître Yoda, Anakin et son apprentie durent mener une enquête après une attaque subie par le Temple Jedi. Les premières pistes, inquiétantes, menaient même à un utilisateur de la Force, sachant que la traîtrise n’était pas impossible. Aidé par le droïde Russo-ISC, analyste des scènes de crime, les deux Jedi tombèrent rapidement sur un premier nom : Jackar Bowmani. Ce technicien officiant au temple fut donc soupçonné pendant un temps d’avoir agi sur ordre de quelqu‘un.
Tandis que la populace manifestait à l’encontre de la guerre, de plus en plus impopulaire, Anakin tomba nez à nez avec Letta, la femme de Jackar – qu’il interrogea ensuite. Après une étude minutieuse de la scène de crime, grâce à la technologie holographique, le robot analyste découvrit la présence de nano-droïdes. Après avoir retrouvé la main de Jackar, les enquêteurs durent se rendre à l’évidence : il était la bombe.

### Épisode 18:Le Jedi qui en savait trop
- Canada : 15 février 2013 sur Teletoon
- États-Unis : 16 février 2013 sur Cartoon Network
- France : 30 juin 2013 sur Cartoon Network

- États-Unis : 1,64 million de téléspectateurs[24] (première diffusion)

Toujours dans la confusion après l’attaque du temple Jedi, les disciples de la Force se réunirent pour incinérer leurs frères. Après l’éloge funèbre de Maître Yoda, chacun tenta de retourner à ses occupations. 
Tarkin apprit à Ahsoka, Anakin et Barriss Offee que Letta avait été déplacée dans la prison de Coruscant. Chiffonnée par cette nouvelle, la Padawan considérant que cette affaire concernait seulement les Jedi, Ahsoka tenta de contrer les arguments de Tarkin, mais celui-ci reçut l’appui d’Anakin. Après une courte discussion sur la teneur des sentiments avec la Padawan Offee, Ahsoka dut se rendre en salle de conférence où elle apprit que Letta - de sa cellule - demandait à la rencontrer. 
Une fois à l’intérieur de la prison, où elle se sépara provisoirement de ses armes, Ahsoka se rendit dans la cellule de Letta. Cette dernière, visiblement apeurée, était prête à dévoiler le nom de son commanditaire (un Jedi). Mais au moment de passer à l’acte, la jeune femme fut étranglée mortellement par la Force d’une main invisible. S’en tenant aux seuls enregistrements vidéo, Tarkin décida d’enfermer Ahsoka malgré ses dénégations. 

### Épisode 19:À la poursuite d'un Jedi
- Canada : 22 février 2013 sur Teletoon
- États-Unis : 23 février 2013 sur Cartoon Network
- France : 6 juillet 2013 sur Cartoon Network

- États-Unis : 2,06 millions de téléspectateurs[25] (première diffusion)

Le colonel Tarkin établissait devant les membres du conseil Jedi la responsabilité d’Ahsoka dans le précédent attentat. Maître Yoda chargea Anakin et Plo Koon de retrouver la jeune Padawan dans les bas-fonds de Coruscant. 
Poursuivie dans le métro par des patrouilles de la République, la fugitive Jedi parvint à s’échapper in extremis. Tandis qu’Anakin et les clones prenaient la direction des tréfonds de la planète-citée, Ventress - l’ex-guerrière Sith reconvertie en chasseuse de primes - tombait sur la Jedi déchue. Alors que l’ancienne apprentie de Dooku partait pour remettre la fugitive aux autorités, Ahsoka tenta de nouer une alliance contre-nature avec elle : laver le nom de Ventress des charges pesant contre elle en échange d’une aide pour retrouver le coupable de l’attentat. 
Repérées par Anakin et les clones, les deux complices s’échappèrent. Ahsoka entra en contact avec son amie Barriss Offee qui lui indiqua un lieu intéressant pour son enquête : le niveau 1315. Après une échauffourée avec les clones, qui reçurent à cette occasion une belle déculottée, Ventress emmena Ahsoka dans l’entrepôt. Leurs chemins se séparèrent alors. Mais une mystérieuse personne assomma la chasseuse de primes et s’empara de ses armes. Elle rejoignit Ahsoka et les deux combattantes se livrèrent à un combat acharné. 

### Épisode 20:La Fausse Coupable
- Canada : 1er mars 2013 sur Teletoon
- États-Unis : 2 mars 2013 sur Cartoon Network
- France : 7 juillet 2013 sur Cartoon Network

- États-Unis : 2,18 millions de téléspectateurs[26] (première diffusion)

Faite prisonnière par les forces de la République, Ahsoka fit l’objet d’intenses discussions au sein du conseil Jedi. Tandis que Tarkin affichait toute sa férocité dans une diatribe, les disciples de la Force se montraient plus mesurés, même si leurs opinions divergeaient grandement. Alors qu’Obi-Wan plaidait la cause d’Ahsoka, Saesee Tiin semblait n’avoir aucun doute sur sa culpabilité.
Convoquée par Maître Yoda dans la salle de jugement du temple, Ahsoka (appuyée par Anakin) se défendit de toute pensée belliqueuse à l’encontre de la République, et a fortiori de l’Ordre. Les membres du Conseil annoncèrent finalement que la culpabilité d’Ahsoka était effective à leurs yeux et que, de facto, la padawan d’Anakin ne pouvait plus appartenir à l’Ordre.
Alors qu’Ahsoka préparait sa défense avec Padmé Amidala, Anakin s’enfonçait dans les profondeurs de Coruscant pour élucider l’enquête - à ses yeux très imparfaite. Après avoir retrouvé Ventress, qu’il désarma bien rapidement, Anakin parvint à lui arracher des confidences sur la précédente escapade dans les bas niveaux de la planète-citée. Rapidement, les soupçons se portèrent sur Barriss Offee, seule autre personne à être dans la confidence d’Ahsoka au moment de sa fuite.
Dans le tribunal de la République, Ahsoka croulait sous le poids des charges, Tarkin allant même jusqu’à proposer sa mise à mort. De son côté, Padmé s’évertuait à prouver l’innocence de son amie, faisant preuve d’une belle combativité.
Très suspicieux, Anakin se rendit dans la chambre de Barriss. Après avoir confisqué le sabre-laser de l’amie d’Ahsoka, le Maître Jedi entama les discussions. Mais bien vite, cela dégénéra et Barriss s’attaqua à Anakin avec les sabres de Ventress. Après un combat âpre où Barriss fit preuve d’une étonnante résistance, Anakin remit la Jedi déchue aux autorités. Celle-ci avoua alors ses méfaits à la République dans une longue diatribe à son encontre.

## DVD et Blu-ray
La saison 5 est sortie en DVD et Blu-ray le 16 octobre 2013. Les coffrets possèdent quelques inconvénients :
- DVD : les arcs sur Onderon et sur Ahsoka sont les seuls qui ne nécessitent pas de changer de disque. Les autres arcs sont divisés en 2 disques.
- Blu-ray : seul l'arc des droïdes est coupé par un changement de disque.

Dans ces coffrets, les épisodes changent de numérotation. En effet, l'épisode 1 intitulé Retour en Force devient le 13e épisode de la saison. L'épisode 2 intitulé Une guerre sur deux fronts devient donc le 1er épisode. Les autres épisodes compris entre 2 et 13 sont donc avancés de 1. Enfin, les épisodes 1, 14, 15, 19 et 20 changent de titre lors de cette édition.
| Intitulé du coffret                                           | Nombre d'épisodes | Dates de sortie                    | Dates de sortie             | Support        | Distributeur      |
| Intitulé du coffret                                           | Nombre d'épisodes | Zone 1 (dont États-Unis et Canada) | Zone 2 (Europe dont France) | Support        | Distributeur      |
| ------------------------------------------------------------- | ----------------- | ---------------------------------- | --------------------------- | -------------- | ----------------- |
| Star Wars: The Clone Wars - L'intégrale de la saison 5        | 20                | 15 octobre 2013,                   | 16 octobre 2013             | DVD et Blu-ray | Warner Home Video |
| Star Wars: The Clone Wars - Saisons 1 à 5 - Édition collector | 108               | 15 octobre 2013                    | 16 octobre 2013             | DVD et Blu-ray | Warner Home Video |
| Star Wars: The Clone Wars - Saisons 1 à 5                     | 108               | Aucune sortie                      | 30 septembre 2015           | DVD et Blu-ray | Warner Home Video |